# Juan Araya
Juan Araya Elizalde (n. 24 de enero de 1939- f. 16 de septiembre de 2022) fue un abogado, académico y exministro de la Corte Suprema de Chile.
El exministro Araya Elizalde tuvo una destacada carrera judicial de casi 40 años que se inició en el año 1975 como secretario del Primer Juzgado de Letras de Santiago. Luego entre diciembre de 1977 y diciembre de 1985 asumió como relator de la Corte de Apelaciones de Santiago, primero como suplente y luego como titular.
En diciembre de 1985 fue nombrado relator suplente de la Corte Suprema y en octubre de 1988 asumió como titular en el cargo.
En diciembre de 1989 Juan Araya Elizalde asumió como ministro titular de la Corte de Apelaciones de Santiago, cargo en el que permaneció hasta el año 2006 antes de ascender a la Corte Suprema.
El exministro Araya Elizalde antes de iniciar la carrera judicial fue abogado del Servicio de Impuestos Internos, entre marzo de 1964 y diciembre de 1973.
Asimismo, el magistrado desde el 1989, fue profesor de la cátedra de derecho procesal en la Escuela de Carabineros del General Carlos Ibáñez del Campo y docente de la Universidad Autónoma.

## Biografía

### Estudios
Hijo del abogado Augusto Araya Ochoa y de Graciela Elizalde Keller. Realizó sus estudios básicos en el Colegio San Lázaro y los secundarios en el Internado Nacional Barros Arana y Liceo Manuel Barros Borgoño. Ingreso a la Facultad de Derecho de la Universidad de Chile obteniendo el título el 2 de septiembre de 1963.

### Carrera judicial
El 27 de septiembre de 2006 es nombrado Ministro de la Corte Suprema de Chile.